# 남성버스
남성버스(南城버스)는 대한민국 서울특별시 송파구 헌릉로 869(장지동)에 있는 서울특별시의 시내버스 업체다. 주사무소는 서울특별시 성북구 정릉동에 있고, 차고지는 서울특별시 송파구 장지동 송파공영차고지 내에 있다. 과거 대진여객, 동성교통, 대명운수 등을 계열사로 두고 있었으나, 현재는 대진여객, 동성교통과 지분관계를 정리하였으며 동성교통과는 각각 독자 법인이 되었다.

## 남성버스 회사 연혁
1970년대~1980년대
- 1972년 6월 21일: 도시형버스 36번(광주대단지(現.성남시) - 영등포역) 노선과(현재 폐선된 지선버스 4423번의 전신이 됨), 도시형버스 66번(광주대단지(現.성남시) - 을지로5가) 노선(현재 폐선된 지선버스 4421번의 전신이 됨)을 가지고, 동서교통이라는 상호로 설립하였다.
- 1981년: 좌석버스 736번(現.간선버스 462번)(단대동 - 영등포역) 노선을 개통하였다.
- 1982년: 도시형버스 66번의 단축 노선인 도시형버스 66-1번(1기 노선)(단대동 - 영동시장) 노선을 개통하였다.
- 1986년: 도시형버스 66번(단대동 - 을지로5가), 도시형버스 66-1번(단대동 - 영동시장) 노선을 서울특별시 소재 대성운수에 매각하였다.

1990년대~2004년 서울특별시 버스 개편 이전
- 1990년: 택시업체인 남성교통과 통합하여 현재의 상호로 변경하였고, 차고지를 대한민국 경기도 성남시 수정구 단대동에서 대한민국 경기도 성남시 수정구 양지동(現.을지대학교 성남캠퍼스)로 이전하였다. 과거 서울특별시 소재 대성운수로 매각한 도시형버스 66번(단대동 - 을지로5가) 노선을 다시 인수하였다. 도시형버스 36번(단대동 - 영등포역) 노선을 고속터미널역)으로 단축하였다. 이 때 감차로 남은 잉여면허를 서울특별시 소재 보영운수와 서울특별시 소재 서울여객, 동남교통에 매각하였다.
- 1991년: 도시형버스 66-1번(2기 노선, 現 광역버스 9404번)(서현동 - 을지로5가) 노선과 좌석버스 736-1번(現.광역버스 9408번)(서현동 - 영등포역) 노선을 개통하였다.
- 1992년 8월 20일: 도시형버스 36번(단대동 - 고속터미널역)노선을 기존 양재역 - 강남역 - 논현동 경유 고속터미널역 회차에서 양재역 - 남부터미널역 - 교대역 - 삼풍아파트(1동~3동·5동~25동) - 고속터미널 회차로 변경하였다.
- 1993년: 도시형버스 66-1번(2기 노선, 現 광역버스 9404번)(오리역 - 을지로5가) 노선을 양재역으로 단축하였다. 서울특별시 소재 남성교통, 서울특별시 소재 대진운수(現.서울특별시 소재 대진여객), 서울특별시 소재 도원교통, 태진운수와 함께 공동으로 좌석버스 1005번(수서역 - 광화문역) 노선을 신설하였다.
- 1994년: 서울시 심야 좌석버스 정책에 의거 좌석버스 736번(現.간선버스 462번)(양지동 - 영등포역) 노선을 심야 좌석버스로 형간 전환하여 노선 번호 역시 916번으로 변경하였다. 좌석버스 1005번(수서역 - 광화문역) 노선을 오리역 - 광화문역 노선으로 변경하였다.
- 1995년 2월 13일: 서울특별시 소재 도원교통측에서 좌석버스 1005번(수서역 - 광화문역) 노선 운영권을 포기하면서 서울특별시 소재 남성교통의 도시형차량과 서울특별시 소재 도원교통의 직행좌석형 차량과 상호 맞트레이드를 진행하였다.
- 1995년 6월 5일: 서울특별시 소재 태진운수측에서 좌석버스 1005번(수서역 - 광화문역) 노선 운영권을 포기하면서 서울특별시 소재 남성교통의 도시형차량과 서울특별시 소재 태진운수의 직행좌석형 차량과 상호 맞트레이드를 진행하였다.
- 1995년 9월: 서울특별시 소재 삼선버스에서 잉여면허를 넘겨받아 수요는 많으나 공급이 상대적으로 부족한 좌석버스 736-1번(現.광역버스 9408번)(서현동 - 영등포역) 노선을 증차하였다.
- 1995년 11월: 군포시·서울특별시 소재 유진운수로부터 좌석버스 704번 폐선으로 인한 잉여차량을 인수받았다.
- 1995년 12월 1일: 서울특별시 소재 대진운수(現.서울특별시 소재 대진여객)측에서 좌석버스 1005번(수서역 - 광화문역) 노선 운영권을 포기하면서 성남시·서울특별시 소재 남성교통의 도시형차량과 서울특별시 소재 대진운수(現.서울특별시 소재 대진여객)의 직행좌석형 차량과 상호 맞트레이드를 진행하였다.
- 1996년 12월 9일: 도시형버스 66번(양지동 - 을지로5가) 노선을 기존 을지로5가에서 영동시장으로 노선을 단축하고, 1부 노후차량을 감차하여 좌석버스 1005번(오리역 - 광화문) 노선에 증차하였다.
- 1997년 4월: 舊.서울특별시 소재 동부운수로부터 좌석버스 522번(장지동 - 공덕동) 폐선으로 인한 잉여면허를 인수 받아 수요는 많으나 공급이 상대적으로 부족한 도시형버스 66-1번(오리역 - 양재역) 노선에 4대, 좌석버스 1005번(오리역 - 광화문) 노선에 2대 증차하였다.
- 1997년 12월 1일: 좌석버스 736-1번(現.광역버스 9408번)(서현동 - 영등포역), 좌석버스 916번(現.간선버스 462번)(양지동 - 영등포역) 노선을 기존 문래동고가 회차에서 현재의 영등포R P턴회차로 단축하였다. 동시에 좌석버스 736-1번(現.광역버스 9408번)(서현동 - 영등포역) 노선을 기존의 서현동 기점에서 오리역 기점으로 연장하였다.
- 1998년 4월 13일: 서울특별시 소재 신성교통, 제일여객으로부터 잉여면허를 넘겨 받아 수요는 많으나 공급이 상대적으로 부족한 도시형버스 36번(단대동 - 고속터미널역) 노선을 증차하였다.[2]
- 1998년 6월 15일: 서울특별시 소재 신성교통, 제일여객으로부터 잉여면허를 넘겨 받아 수요는 많으나 공급이 상대적으로 부족한 좌석버스 736-1번(現.광역버스 9408번)(오리역 - 영등포역) 노선, 그리고 심야 좌석버스 916번(現.간선버스 462번)(양지동 - 영등포역) 노선에 각각 증차하였다.
- 1999년: 도시형버스 66-1번(2기 노선, 現 광역버스 9404번)(오리역 - 양재역) 노선을 기존 서울공항, 세곡동 경유에서 분당내곡도시고속화도로 경유로 변경하였다. 서울특별시 소재 대성운수로부터 심야 좌석버스 910번(오리역 - 강남역) 노선을 양수하였다.(현재 폐선된 광역버스 9406번의 전신이 됨)
- 2000년: 도시형버스 66-1번(2기 노선, 現.광역버스 9404번)(오리역 - 양재역) 노선을 기존 오리역에서 신갈동으로 연장하였다. 이후 기존 양재역 회차를 강남역으로 연장하였으나 이후 분당구청의 요청에 의거 2000년 12월 11일에 좌석버스 6006번(신갈동 - 논현역)으로 형간 전환하였다. 도시형버스 36-1번(現.지선버스 4419번)(양지동 - 청담역) 노선을 개통하였다.
- 2000년 6월: 좌석버스 7007번(죽전동 - 영등포역, 현재의 9401번 광역버스) 노선을 개통하였다.
- 2001년 8월: 좌석버스 7007번 노선이 여의도로 단축되어 여의도역 이후 국회의사당. 여의도순복음교회, 여의나루역, 증권거래소 루프로 변경되었다.
- 2003년 10월: 좌석버스 1005-2번(상탑동 - 광화문역) 노선을 개통하였다.(현재 폐선된 광역버스 9400번의 전신이 됨)
- 2004년 1월: 좌석버스 1005번이 폐선되었다. 그리고 7007번이 강남대로 경유로 변경하여 강남역 추가 정차하게 되었다.

2004년 서울특별시 버스 개편 이후
- 2004년 7월 1일: 서울시내버스 준공영제 시행 및 2004년 서울특별시 버스 개편에 따라 노선 번호가 변경되었으며, 개편 당시 서울특별시 소재 남성교통은 서울특별시 소재 한국비알티자동차에 지분을 출자하였다. 좌석버스 7007번은 광역버스 9409번으로 좌석버스 736-1번은 광역버스 9408번으로, 좌석버스 9000번은 광역버스 9402번으로, 좌석버스 910번은 광역버스 9406번으로, 좌석버스 916번은 광역버스 9412번으로, 좌석버스 1005-2번은 광역버스 9400번으로 도시형버스 36번은 지선버스 4423번으로, 도시형버스 36-1번은 지선버스 4419번으로, 도시형버스 66번은 지선버스 4421번으로 변경되었다. 이 중 광역버스 9404번, 9406번의 경우 종점이 논현역에서 신사역으로 연장되었다.
- 2005년 6월 21일: 광역버스 9406번이 폐선되었다.
- 2005년 6월 28일: 지선버스 4421번이 폐선됨과 동시에 지선버스 4419번이 신사중학교로 연장되었다.
- 2005년 8월 5일: 광역버스 9402번이 폐선되었고(현재는 9401B번이 동일하게 전 구간 운행중), 간선버스 320번(복정역 - 상봉시외버스터미널) 노선을 개통하였으며, 양지동(現.을지대학교 성남캠퍼스)에서 송파공영차고지로 성남 기점 모든 노선을 이전하였으며, 기존 성남차고지는 매각처리되었다.
- 2006년 12월 20일: 지선버스 4423번을 폐선하고, 광역버스 9412번을 간선버스 462번으로 형간 전환하였다.
- 2007년 1월 20일: 광역버스 9400번이 폐선되었다.
- 2007년 2월 10일: 지선버스 3423번(송파공영차고지 - 고속터미널역) 노선이 신설되었다.(현재 서울특별시 소재 동성교통과 공동배차 운행중이며, 2013년 3월 19일에 지선버스 3012번으로 변경과 동시에 종점이 동부이촌동으로 연장되었다.)
- 2008년 2월 20일: 광역버스 9404번(신갈동 - 신사역) 노선의 기점을 수원시 소재 수원여객, 성우운수, 용남고속이 함께 사용하는 하갈동 차고지로 연장하였다.
- 2008년 12월 20일: 맞춤버스 8360번(송파공영차고지 - 여의도 버스 환승센터) 노선이 신설됐다.(당시 서울특별시 소재 동성교통, 한국비알티자동차와 공동배차 운행했다.)
- 2009년 12월 21일: 맞춤버스 8360번이 폐선되었다.
- 2010년 1월 8일: 광역버스 9409번(죽전동 - 여의도역) 노선의 회차지를 기존 여의도역에서 한남동으로 변경하였으며, 이후 2010년 8월 21일에 남산순환로 경유를 조건으로 서울역으로 연장되었다.
- 2010년 4월 29일: 간선버스 320번(복정역 - 상봉시외버스터미널) 노선의 회차지를 중랑구청으로 연장하였다.
- 2012년 2월 28일: 광역버스 9409번(죽전동 - 서울역) 노선을 광역버스 9401B번(오리역 - 서울역) 노선으로 대폭 개편하였으며, 과거에 폐선된 광역버스 9402번과 동일하게 변경하였다.
- 2013년 3월 19일: 지선버스 3423번의 종점이 고속터미널역에서 동부이촌동으로 연장되면서 노선번호가 3012번으로 변경되었다.(서울특별시 소재 동성교통, 한서교통과 공동배차 운행중)
- 2013년 6월 5일: 수원시 소재 수원여객, 성우운수, 용남고속과 함께 사용하던 하갈동 차고지의 계약 만료 및 용인시 도시계획시설 개설사업편입으로 인하여 광역버스 9404번(하갈동 - 신사역) 노선의 기점을 오리역으로 대폭 단축하고, 회차지를 압구정동 - 신사역 루프 회차 방식으로 변경하였다.
- 2013년 12월 30일: 광역버스 9404번(오리역 - 압구정동) 노선의 회차지를 종전대로 신사역으로 단축하였다.
- 2014년 7월 16일: 고속도로 및 자동차전용도로를 경유하는 직행좌석버스 및 광역버스의 입석 승차 운행 금지 시행으로 인하여 광역버스 9401B번의 노선과 노선 번호가 서울특별시 소재 동성교통 광역버스 9401번으로 변경과 동시에 서울특별시 소재 동성교통 9401번과 동일한 경로로 운행을 하게 되었으며, 광역버스 9408번의 경우 기존 분당내곡도시고속화도로 경유에서 서울공항, 세곡동 경유로 노선이 변경되었다.
- 2014년 11월 1일: 세곡지구 입주로 지선버스 3425번을 서울특별시 소재 동성교통과 공동배차로 개통하였다.
- 2017년 2월 25일: 면목2동 주민 버스편의로 간선버스 320번 노선 변경되었다.
- 2018년 3월 16일: 서울특별시의 일방적인 장거리 노선 조정으로 인해 간선버스 462번이 흑석역, 중앙대병원으로 단축되어 452번으로 변경되었다.
- 2020년 9월 29일: 남성교통 주식회사에서 일부를 분할하여 주식회사 남성버스 설립.[3]
- 2020년 10월 1일: 남성버스가 모든 노선 인수하여 운행.

## 운행 노선
2023년 5월 13일 기준이다.
| 운행노선     | 운행 구간       | 운행 구간 | 운행 구간       | 배차 간격(분) | 인가대수 | 비고                                                                  |
| ------------ | --------------- | --------- | --------------- | ------------- | -------- | --------------------------------------------------------------------- |
| 320번        | 복정역          | ↔         | 중랑구청        | 7~9           | 24       |                                                                       |
| 361번        | 복정역          | ↔         | 국회의사당역    | 9~13          | 27       | 舊 4419번 연장, 舊 36-1번. 2022년 5월 1일 노선 변경                   |
| 452번        | 복정역          | ↔         | 흑석역          | 8~12          | 34       | 舊 9412번, 舊 462번. 2018년 3월 16일 흑석역~영등포 구간 단축          |
| 3420번       | 복정역          | ↔         | 구반포역        | 9~14          | 16       | 舊 3423번 연장, 3012번 단축. 서울특별시 소재 동성교통과 공동배차 운행 |
| 9401번       | 분당            | ↔         | 서울역          | 3~5           | 14       | 舊 45-2번. 서울특별시 소재 동성교통과 공동배차 운행                   |
| 9401-1번     | 분당푸른마을    | ↔         | 한강진역        | 10~20         | 5        | 서울특별시 소재 동성교통과 공동배차 운행                              |
| 9404번       | 분당            | ↔         | 신사역          | 6~10          | 26       | 舊 6006번, 舊 66-1번                                                  |
| 9408번       | 분당            | ↔         | 구반포역        | 10~18         | 18       | 舊 736-1번                                                            |
| 서울06출근번 | 경기광주 능평동 | →         | 강남역          | 1일 3회       | 3        | 2023년 11월 6일 노선 신설.                                            |
| 서울06퇴근번 | 강남역          | →         | 경기광주 능평동 | 1일 2회       | 2        | 2024년 6월 10일 노선 신설.                                            |

## 미운행 노선

### 간선버스
- ● 462번 : 송파공영차고지 - 산성역 - 한국폴리텍대학 성남기능대학 - 남한산성입구역 - 단대오거리역 - 신흥역 - (舊) 성남시청(신흥1동주민센터) - 태평역 - 가천대역(가천대학교) - 복정역(동서울대학) - 세곡동4거리 - 헌인릉 - 내곡동주민센터 - 양재꽃시장(양재시민의숲역, 양재시민의 숲, AT센터) - 교육개발원입구 - 양재역(서초구청) - 강남역 - 신논현역(교보타워4거리) - 논현역 - 반포역 - 고속터미널역(서울고속버스터미널, 센트럴시티) - 구반포역 - 신반포역 - 동작역(국립현충원) - 흑석동(흑석역, 중앙대학교) - 노들역 - 노량진역 - 노량진수산시장 - 대방역 - 신길역 → 영등포역 → 영등포시장(舊 9412번. 2018년 3월 16일 노선 단축으로 452번으로 번호 변경)

### 지선버스
- ● 3012번: 송파공영차고지 - 복정역 - 장지역 - 문정역 - 송파역 - 석촌역 - 삼전역 - 대치역 - 도곡역 - 양재역 - 뱅뱅사거리 - 남부 터미널 - 교대역 - 서울고속버스터미널 - 신반포역 - 구반포역 - 서빙고역 - 이촌동, 2022년 6월 27일자로 구반포역으로 단축 후 3420번으로 변경
- ● 3423번 : 송파공영차고지 - 복정역(동서울대학) - 장지역(가든파이브) - 문정역 - 가락시장역(가락시장) - 송파역 - 석촌역 - 삼전역 - 배명역 - 학여울역(서울무역전시컨벤션센터) - 대치역 - 도곡역 - 매봉역 - 양재역(서초구청) - 뱅뱅4거리 - 남부터미널역(서울남부버스터미널) - 교대역(서울교육대학교) - 고속터미널역(서울고속버스터미널, 센트럴시티), 2013년 3월 19일자로 이촌동으로 연장 후 3012번으로 변경(서울특별시 소재 동성교통, 서울특별시 소재 한서교통과 공동배차 운행)
- ● 3425번 : 송파공영차고지 ↔ 복정역 ↔ 강남자동차검사소 ↔ 세곡동 ↔ 은곡마을 진입로 ↔ 세곡지구 ↔ 못골마을 ↔ 쟁골마을 ↔ 수서역 ↔ 궁마을 ↔ 일원역 (삼성의료원) ↔ 수서태화복지관 ↔ 일원터널 ↔ 개포주공4단지 ↔ 경기여자고등학교 ↔ 개포동역 ↔ 대치역 ↔ 은마아파트 ↔ 은마파출소 ↔ 대치현대아파트 ↔ 대치사거리 → 포스코사거리 → 삼성역 (회차 지점) → 휘문중고등학교 → 대치현대아파트 (이하 역순) <2022년 5월 1일 성남 구간 연장 및 공동배차 철수, 현, 지선버스 4425번>
- ● 4419번 : 송파공영차고지 - 산성역 - 한국폴리텍대학 성남기능대학 - 남한산성입구역 - 금광시장 - 단대오거리역 - 신흥역 - (구) 성남시청 (신흥1동주민센터) - 태평역 - 가천대역 (가천대학교) - 복정역 (동서울대학) - 세곡동사거리 - 수서차량사업소 - 수서역 - 궁마을 - 일원역 (삼성의료원) - 일원터널 - 대모산입구역 - 학여울역 (서울무역전시컨벤션센터) - 휘문고등학교 - 삼성역 (코엑스, 무역센터, 한국도심공항) - 봉은사 (봉은사역) - 청담역 (경기고등학교) - 청담지구대 - 갤러리아백화점 압구정점 (압구정로데오역) - 압구정역 - 신사중학교 <구 36-1번>
- ● 4421번 : 한국폴리텍대학 성남기능대학 - 남한산성입구역 - 단대오거리역 - 신흥역 - (舊) 성남시청(수정구보건소) - 태평역 - 경원대역(경원대학교) - 복정역(동서울대학) - 세곡동4거리 - 헌인릉 - 내곡동주민센터 - 양재꽃시장(양재시민의숲역, 양재시민의 숲, AT센터) - 교육개발원입구 - 양재역(서초구청) - 강남역 - 신논현역(교보타워4거리) - 논현역 → 신사역 → 신사동고개 → 안세병원 → 학동역 → 논현역(2005년 6월 28일 폐선. ((舊) 66번, 지선버스))[5]
- ● 4423번 : 송파공영차고지 - 산성역 - 한국폴리텍대학 성남기능대학 - 남한산성입구역 - 단대오거리역 - 신흥역 - (舊) 성남시청(수정구보건소) - 태평역 - 경원대역(경원대학교) - 복정역(동서울대학) - 세곡동4거리 - 헌인릉 - 내곡동주민센터 - 양재꽃시장(양재시민의숲역, 양재시민의 숲, AT센터) - 교육개발원입구 - 양재역(서초구청) - 뱅뱅4거리 - 남부터미널역(서울남부버스터미널) - 교대역(서울교육대학교) - 고속터미널역(서울고속버스터미널, 센트럴시티)(2006년 12월 20일 광역버스 9412번과 통합되어 간선버스 462번으로 통합.((舊) 36번, 지선버스))

### 맞춤버스
- ● 8360번 : 송파공영차고지 - 복정역(동서울대학) - 장지역(가든파이브) - 문정역 - 가락시장역(가락시장) - 송파역 - 석촌역 - 잠실역(송파구청, 롯데월드) - 잠실새내역 - 종합운동장역(서울종합운동장) - 삼성역(무역센터, 한국도심공항) - 코엑스 - 청담역 - 강남구청역 → 올림픽대로 → 샛강역(KBS 별관) → 여의도역 → 여의도 버스 환승센터 → 마포대교 → 강변북로 → 한남대교 → 올림픽대로 → 성수대교 → 강남구청역(2009년 12월 21일 폐선)(맞춤버스)(서울특별시 소재 동성교통, 한국비알티자동차와 공동배차 운행)

### 광역버스
- ● 9400번 : 분당상탑동 - 테크노파크 - 예비군훈련장 - 매화마을 - 장미마을 - 야탑역(성남종합버스터미널) - 아름마을 - 탑마을 - 여수동 - 시흥동4거리 - 분당내곡도시고속화도로 - 안골마을 - 내곡동주민센터 - 양재꽃시장(양재시민의숲역, 양재시민의 숲, AT센터) - 교육개발원입구 - 양재역(서초구청) - 강남역 - 신논현역 - 사평역 - 고속터미널역(서울고속버스터미널, 센트럴시티) - 반포대교 - 녹사평역 - 남산3호터널 - 을지로입구역 → 종각역 → 인사동(조계사) → 안국동 → 광화문(광화문역, 세종문화회관, 정부중앙청사) → 시청역(서울특별시청, 삼성프라자) → 서울역 → 숭례문(남대문시장, YTN) → 을지로입구역(2007년 1월 20일 폐선)((舊) 1005-2번, 광역버스)[6]
- ● 9401B번 : 분당오리역 - 무지개마을 - 대원4거리 - 계원예술고등학교 - 주택도서관 - 한진아파트6단지~8단지 - 정자2동주민센터 - 주공7단지앞 - 롯데아파트1단지.현대타운 - 분당중앙공원 - 효자촌 - 시범단지 - 이매촌(서현역[7]) - 백현마을 - 낙생육교(판교역[8]) - 판교 나들목 - 경부고속도로 - 한남 나들목 - 한남대교 - 한남동(舊.단국대학교, 순천향대병원) - 남산1호터널 - 을지로3가역(중앙시네마) → 청계2가 → 종각역 → 인사동(조계사) → 안국동 → 광화문(광화문역, 세종문화회관, 정부중앙청사) → 시청역(서울특별시청, 삼성프라자) → 서울역(서울역 버스 환승센터) → 숭례문(남대문시장, YTN) → 을지로입구역 → 을지로3가역(중앙시네마)((舊) 7007번, 舊 9409번, 현재 경기고속 9000번과 노선 동일 및 舊 9402번과 노선 동일)
- ● 9402번 : 분당오리역 - 무지개마을 - 대원4거리 - 정자동주민센터 - 계원예술고등학교 - 한솔마을 - 양지마을 - 파크타운 - 효자촌 - 시범단지 - 이매촌(서현역) - 백현마을 - 낙생육교(판교역) - 판교 나들목 - 경부고속도로 - 한남 나들목 - 한남대교 - 한남동((舊) 단국대학교, 순천향대병원) - 남산1호터널 - 을지로3가역(중앙시네마) → 청계2가 → 종각역 → 인사동(조계사) → 안국동 → 광화문(광화문역, 세종문화회관, 정부중앙청사) → 시청역(서울특별시청, 삼성프라자) → 서울역(서울역 버스 환승센터) → 숭례문(남대문시장, YTN) → 을지로입구역 → 을지로3가역(중앙시네마)(2005년 8월 5일 폐선((舊) 9000번, 광역버스)[9])(경기고속과 공동배차 운행, (舊) 9401B번((舊) 9409번)과 노선 동일)
- ● 9406번 : 분당오리역 - 무지개마을 - 대원4거리 - 정자동주민센터 - 파크타운 - 효자촌 - 시범단지 - 이매촌(서현역) - 이매동(이매역) - 분당차병원 - 야탑역(성남종합버스터미널) - 여수동4거리 - 시흥동4거리 - 분당내곡도시고속화도로 - 안골마을 - 내곡동주민센터 - 양재꽃시장(양재시민의숲역, 양재시민의 숲, AT센터) - 교육개발원입구 - 양재역(서초구청) - 강남역 - 신논현역(교보타워4거리) - 논현역 - 신사역(2005년 6월 21일 폐선)((舊) 910번, (舊) 739-1번, 광역버스)(이 노선은 대성운수에서 양도 받았던 노선)
- ● 9409번 : 한국정보사회진흥원 - 내대지마을2단지 - 죽전도서관 - 금강프라자 - 죽전4거리(죽전역) - 오리역 - 무지개마을 - 대원4거리 - 정자동주민센터 - 계원예술고등학교 - 한솔마을 - 양지마을 - 파크타운 - 효자촌 - 시범단지 - 이매촌(서현역) - 백현마을 - 낙생육교(판교역) - 판교 나들목 - 경부고속도로 - 양재 나들목 - 양재꽃시장(양재시민의숲역, 양재시민의 숲, AT센터) - 교육개발원입구 - 양재역(서초구청) - 강남역 - 신논현역(교보타워4거리) - 논현역 - 신사역 - 한남대교 - 한남동((舊) 단국대학교, 순천향대병원) - 한강진역(시립한남직업전문학교) - 북한남4거리 - 하얏트 호텔 - 남산체육관 - 용산2가동주민센터 - 남산도서관 → 백범광장 → 숭례문(회현역, 남대문시장) → 서울특별시청(시청역, 삼성프라자) → 청계광장 → 광화문(광화문역, 세종문화회관, 정부중앙청사) → 서울특별시청(시청역, 삼성프라자) → 서울역(숭례문, YTN) → 숭례문(회현역, 남대문시장) → 남산도서관(舊 7007번 직행좌석버스(죽전~여의도)가 전신임. 기점이 정말 뜬금없게도 한국전산원(현재의 금융보안원 자리)이었음. 2000년 6월경 신설 당시에는 영등포역, 영등포시장까지 갔으나 2001년 8월경에 여의도로 단축됨. 2004년 2월 1일(일요일) 강남대로 직통 중 강남역 정차로 변경됨. 2004년 7월 1일(목요일) 개편 때 번호만 9409번으로 바뀌었고, 강남역만 정차했던 강남대로도 전 구간 정차하게 됨. 2007년 8월에 경부고속도로 경유에서 분당내곡도시고속화도로 경유로 변경됨. 하지만 고속도로에서 고속화도로로 바뀌면서 분당구에서 강남구로 걸리는 시간이 길어져 여의도에서 회차할 때마다 배차 간격이 꼬이는 경우가 많아짐. 당시 노선 길이가 9711번에 이어 두 번째로 긺. 9호선 개화역~신논현역 구간 개통으로 인한 수요 감소 때문에 2010년 1월 8일(금요일)부터 여의도로 가지 않고, 한남동 회차로 바뀜. 이로 인해 분당에서 여의도로 출퇴근하던 사람들의 불편이 가중된 것은 물론이고, 노선 수익도 감소함. 2010년 1월 25일(월요일)에 경부고속도로 경유로 환원될 예정이었으나 수내교차로(로마주유소4거리)에서 도로체계상 좌회전이 불가능해 재검토가 필요하다는 사유로 연기됨. 2010년 3월 4일(목요일)에 고속화도로인 분당내곡도시고속화도로 경유에서 다시 고속도로인 경부고속도로 경유로 환원됨. 2010년 8월 21일(토요일)에 광화문까지 연장되었는데 특이하게 소월로를 경유하도록 변경됨. 2012년 2월 28일(화요일)에 노선이 폐선되면서 노선에 인가된 모든 차량이 9401B번으로 이동함.)(현재 서울특별시 소재 동성교통에서 운행하는 9409번과는 무관)
- ● 9412번 : 송파공영차고지 - 산성역 - 한국폴리텍대학 성남기능대학 - 남한산성입구역 - 단대오거리역 - 신흥역 - (舊) 성남시청(수정구보건소) - 태평역 - 경원대역(경원대학교) - 복정역(동서울대학) - 세곡동4거리 - 헌인릉 - 내곡동주민센터 - 양재꽃시장(양재시민의숲역, 양재시민의 숲, AT센터) - 교육개발원입구 - 양재역(서초구청) - 강남역 - 신논현역(교보타워4거리) - 논현역 - 반포역 - 고속터미널역(서울고속버스터미널, 센트럴시티) - 구반포역 - 신반포역 - 동작역(국립현충원) - 흑석동(흑석역, 중앙대학교) - 노들역 - 노량진역 - 노량진수산시장 - 대방역 - 신길역 → 영등포역 → 영등포시장역 → 신길역(2006년 12월 20일 지선버스 4423번과 통합하여 간선버스 462번으로 형간 전환. ((舊) 916번, (舊) 736번))

개편 전 노선
- 36번(도시형버스, 1기 노선) : 단대동 - 신흥동 - (舊) 성남시청(수정구보건소) - 태평동 - 경원대학교 - 동서울대학 - 세곡동4거리 - 헌인릉 - 내곡동주민센터 - 양재동 - 교육개발원입구 - 양재역(서초구청) - 강남역 - 교보타워4거리 - 논현동 - 영동시장 - 고속터미널역(서울고속버스터미널, 센트럴시티) - 구반포 - 신반포 - 동작역(국립현충원) - 흑석동 - 노량진본동 - 노량진역 - 노량진수산시장 - 대방역 - 신길동 → 영등포역 → 영등포시장(1990년 2월 고속터미널역(서울고속버스터미널)로 단축. 이후 1992년 8월 20일 강남역 - 교보타워4거리 - 논현동 - 영동시장 경유에서 서울교대 경유로 변경)
- 36번(도시형버스, 2기 노선) : 양지동 - 단대오거리역 - 신흥역 - (舊) 성남시청(수정구보건소) - 태평역 - 경원대역(경원대학교) - 복정역(동서울대학) - 세곡동4거리 - 헌인릉 - 내곡동주민센터 - 양재꽃시장(양재시민의숲역, 양재시민의 숲, AT센터) - 교육개발원입구 - 양재역(서초구청) - 뱅뱅4거리 - 남부터미널역(서울남부버스터미널) - 교대역(서울교육대학교) - 고속터미널역(서울고속버스터미널, 센트럴시티)(개편 후 지선버스 4423번으로 운행하였으나 2006년 12월 20일 광역버스 9412번과 통합되어 간선버스 462번으로 통합하면서 폐선)[10]
- 36-1번(도시형버스) : 양지동 - 단대오거리역 - 신흥역 - (舊) 성남시청(신흥1동주민센터) - 태평역 - 경원대역(경원대학교) - 복정역(동서울대학) - 세곡동4거리 - 수서차량사업소 - 수서역 - 궁마을 - 일원역(삼성의료원) - 일원터널 - 대모산입구역 - 학여울역(서울무역전시컨벤션센터) - 휘문고등학교 - 삼성역(코엑스, 무역센터, 한국도심공항) - 봉은사(봉은사역) - 청담역(개편 후 지선버스 4419번으로 변경되었으나 2005년 6월 28일자로 압구정동까지 연장)
- 66번(도시형버스, 1기 노선) : 양지동 - 단대오거리역 - 신흥역 - (舊) 성남시청(수정구보건소) - 태평역 - 경원대역(경원대학교) - 복정역(동서울대학) - 세곡동4거리 - 헌인릉 - 내곡동주민센터 - 양재동 - 교육개발원입구 - 양재역(서초구청) - 강남역 - 교보타워4거리 - 논현동 - 신사역 - 한남동 - 장충동 - 광희동 - 동대문운동장역 → 을지로5가 → 동대문운동장 → 광희동(1986년 대성운수에 매각. 1987년 과다중복노선 정리차원에서 도시형버스 239번을 흡수 통합. 1990년 2월 다시 인수. 1996년 12월 9일자로 신사역으로 단축)
- 66번(도시형버스, 2기 노선) : 양지동 - 단대오거리역 - 신흥역 - (舊) 성남시청(수정구보건소) - 태평역 - 경원대역(경원대학교) - 복정역(동서울대학) - 세곡동4거리 - 헌인릉 - 내곡동주민센터 - 양재꽃시장(양재시민의숲역, 양재시민의 숲, AT센터) - 교육개발원입구 - 양재역(서초구청) - 강남역 - 신논현역(교보타워4거리) - 논현역 → 신사역 → 신사동고개 → 안세병원 → 학동역 → 논현역(개편 후 지선버스 4421번으로 변경되었으나 2005년 6월 28일 폐선)
- 66-1번(도시형버스, 1기 노선) : 단대동 - 신흥동 - (舊) 성남시청(수정구보건소) - 태평동 - 경원대학교 - 동서울대학 - 세곡동4거리 - 헌인릉 - 내곡동주민센터 - 양재동 - 교육개발원입구 - 양재역(서초구청) - 강남역 - 교보타워4거리 - 논현동 - 영동시장(1986년 대성운수에 매각. 1987년 과다 중복 노선 정리차원에서 도시형버스 239-1번에 흡수통합되어 폐선)
- 66-1번(도시형버스, 2기 노선) :분당서현동 - 한국도로공사 - 고등동 - 여수동 - 세곡동4거리 - 헌인릉 - 내곡동주민센터 - 양재동 - 교육개발원입구 - 양재역(서초구청) - 강남역 - 교보타워4거리 - 논현동 - 신사역 - 한남동 - 장충동 - 광희동 - 동대문운동장역 → 을지로5가 → 동대문운동장 → 광희동(1993년 양재역으로 단축. 이후 1999년 분당내곡도시고속화도로 경유로 변경. 이후 신갈동으로 연장)
- 66-1번(도시형버스, 3기 노선) : 신갈동 - 신갈5거리 - 죽전동 - 오리역 - 무지개마을 - 계원예술고등학교 - 파크타운 - 분당구청 - 분당내곡도시고속화도로 - 내곡동주민센터 - 양재동 - 교육개발원입구 - 양재역(서초구청) - 강남역 - 교보타워4거리(2000년 12월 11일 직행좌석버스 6006번으로 형간 전환)
- 736-1번(좌석버스) : 오리역 - 무지개마을 - 대원4거리 - 정자동주민센터 - 파크타운 - 효자촌 - 시범단지 - 이매동 - 이매역(성남아트센터) - 야탑역(성남종합버스터미널) - 여수동4거리(성남시청) - 시흥동4거리 - 서울공항 - 세곡동4거리 - 헌릉 나들목 - 헌인릉 - 안골마을 - 내곡동주민센터 - 양재꽃시장(양재시민의숲역, 양재시민의 숲, AT센터) - 교육개발원입구 - 양재역(서초구청) - 강남역 - 신논현역(교보타워4거리) - 논현역 - 반포역 - 고속터미널역(서울고속버스터미널, 센트럴시티) - 구반포역 - 신반포역 - 동작역(국립현충원) - 흑석동(흑석역, 중앙대학교) - 노들역 - 노량진역 - 노량진수산시장 - 대방역 - 신길역 → 영등포역 → 영등포시장(개편 후 광역버스 9408번으로 변경되었으나 2014년 7월 16일 고속도로 및 자동차전용도로를 경유하는 직행좌석버스 및 광역버스의 입석 승차 운행 금지 시행으로 인하여 기존 분당내곡도시고속화도로 경유에서 서울공항, 세곡동 경유로 노선 변경)
- 910번(舊.739-1번)(좌석버스) :분당오리역 - 무지개마을 - 대원4거리 - 정자동주민센터 - 파크타운 - 효자촌 - 시범단지 - 이매촌(서현역) - 이매동(이매역) - 분당차병원 - 야탑역(성남종합버스터미널) - 여수동4거리 - 시흥동4거리 - 분당내곡도시고속화도로 - 안골마을 - 내곡동주민센터 - 양재꽃시장(양재시민의숲역, 양재시민의 숲, AT센터) - 교육개발원입구 - 양재역(서초구청) - 강남역 - 신논현역(교보타워4거리) - 논현역 - 신사역(개편 후 광역버스 9406번으로 변경되었으나 2005년 6월 21일 폐선)<이 노선은 대성운수에서 양도 받았던 노선>
- 916번(舊.736번)(좌석버스) : 양지동 - 단대오거리역 - 신흥역 - (舊) 성남시청(신흥1동주민센터) - 태평역 - 경원대역(경원대학교) - 복정역(동서울대학) - 세곡동4거리 - 헌인릉 - 내곡동주민센터 - 양재꽃시장(양재시민의숲역, 양재시민의 숲, AT센터) - 교육개발원입구 - 양재역(서초구청) - 강남역 - 신논현역(교보타워4거리) - 논현역 - 반포역 - 고속터미널역(서울고속버스터미널, 센트럴시티) - 구반포역 - 신반포역 - 동작역(국립현충원) - 흑석동(흑석역, 중앙대학교) - 노들역 - 노량진역 - 노량진수산시장 - 대방역 - 신길역 → 영등포역 → 영등포시장(現 간선버스 462번. 개편 후 광역버스 9412번으로 변경되었으나 2006년 12월 20일 지선버스 4423번과 통합하여 간선버스 462번으로 형간 전환)
- 6006번(舊.도시형버스 66-1번)(직행좌석버스) : 신갈동 - 신갈5거리 - 죽전동 - 오리역 - 무지개마을 - 계원예술고등학교 - 파크타운 - 분당구청 - 분당내곡도시고속화도로 - 내곡동주민센터 - 양재동 - 교육개발원입구 - 양재역(서초구청) - 강남역 - 교보타워4거리 - 논현역(개편 후 광역버스 9404번으로 변경. 기존의 논현역 회차를 신사역 회차로 1부 연장. 2008년 2월 20일 기존 신갈동 기점에서 하갈동 기점으로 연장되었다. 2013년 6월 5일 하갈동 기점에서 오리역 기점으로 대폭 단축. 회차지를 기존의 신사역 회차에서 압구정동 - 신사역 루프 회차 방식으로 변경. 2013년 12월 30일 압구정동~신사역 루프 회차 방식에서 종전 신사역 단독 회차 방식으로 변경)
- 7007번(직행좌석버스) : 한국정보사회진흥원 - 내대지마을2단지(201동~202동) - 죽전도서관 - 금강프라자 - 죽전4거리(죽전역) - 오리역 - 무지개마을 - 대원4거리 - 정자동주민센터 - 계원예술고등학교 - 한솔마을 - 양지마을 - 파크타운 - 효자촌 - 시범단지 - 이매촌(서현역) - 백현마을 - 낙생육교(판교역) - 판교 나들목 - 경부고속도로 - 양재 나들목 - 양재꽃시장(양재시민의숲역, 양재시민의 숲, AT센터) - 교육개발원입구 - 양재역(서초구청) - 강남역 - 신논현역(교보타워4거리) - 논현역 - 신사역 - 올림픽대로직통 - 여의도(개편 후 광역버스 9409번으로 변경되었으나 2010년 1월 8일 기존의 올림픽대로 경유 여의도 회차를 한남대교 경유 한남동 회차로 변경. 이후 2010년 8월 21일에 남산순환로 경유를 조건으로 서울역으로 연장되었다. 2012년 2월 28일 강남대로 - 한남동 - 남산순환로 경유에서 경부고속도로 직통으로 대폭 개편하면서 노선 번호를 광역버스 9401B번으로 변경. 2005년 8월 5일 폐선된 광역버스 9402번(舊.9000번)과 동일하게 변경되었다. 이후 2014년 7월 16일 고속도로 및 자동차전용도로를 경유하는 직행좌석버스 및 광역버스의 입석 승차 운행 금지 시행으로 인하여 남성교통, 동성교통 9401번과 동일한 경로로 통합되었으며, 변경과 동시에 동성교통과 공동배차 운행하게 됨)
- 9000번(직행좌석버스) : 오리역 - 무지개마을 - 대원4거리 - 정자동주민센터 - 계원예술고등학교 - 한솔마을 - 양지마을 - 파크타운 - 효자촌 - 시범단지 - 이매촌(서현역) - 백현마을 - 낙생육교(판교역) - 판교 나들목 - 경부고속도로 - 한남 나들목 - 한남대교 - 한남동((舊) 단국대학교, 순천향대병원) - 남산1호터널 - 을지로3가역(중앙시네마) → 청계2가 → 종각역 → 인사동(조계사) → 안국동 → 광화문(광화문역, 세종문화회관, 정부중앙청사) → 시청역(서울특별시청, 삼성프라자) → 서울역(서울역 버스 환승센터) → 숭례문(남대문시장, YTN) → 을지로입구역 → 을지로3가역(중앙시네마)(개편 후 광역버스 9402번으로 변경되었으나 2005년 8월 5일 폐선됨)[11](경기고속과 공동배차 운행. 2012년 2월 28일부터 2014년 7월 15일까지 존재하던 (舊) 9401B번((舊) 9409번)과 노선 동일)

## 본사 및 영업소
- 장지동 본사 (320번, 361번, 452번, 3012번)
- 구미동 영업소 (9401번, 9404번, 9408번)

## 운용 차량
- 하이거 버스
  - 하이거 하이퍼스

- 현대자동차
  - 현대 뉴 슈퍼 에어로시티
  - 현대 저상 뉴 슈퍼 에어로시티
  - 현대 일렉시티
  - 현대 유니버스 스페이스 엘레강스
  - 현대 뉴 프리미엄 유니버스 엘레강스

## 갤러리

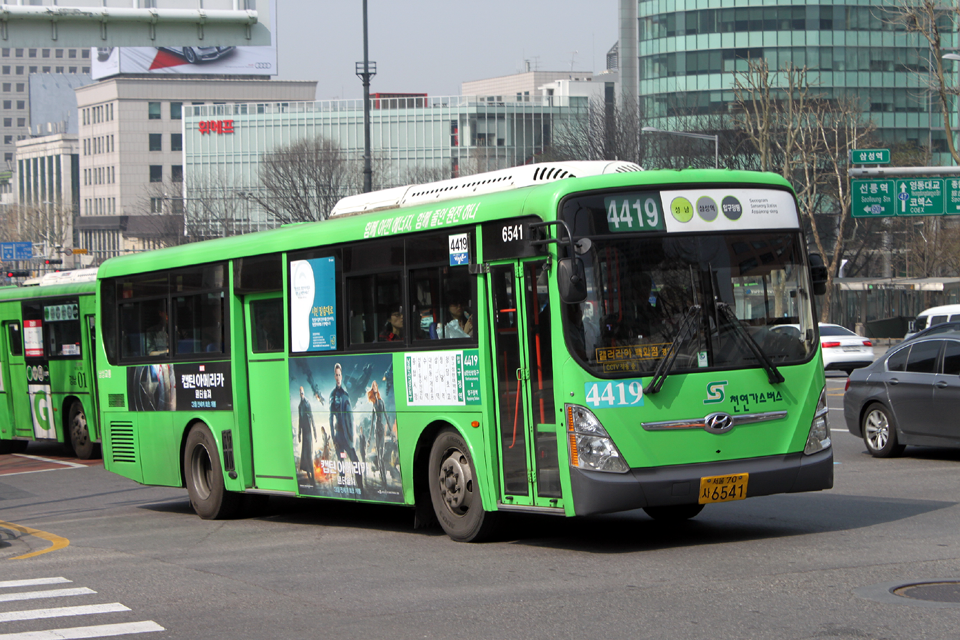
서울시내버스 4419번
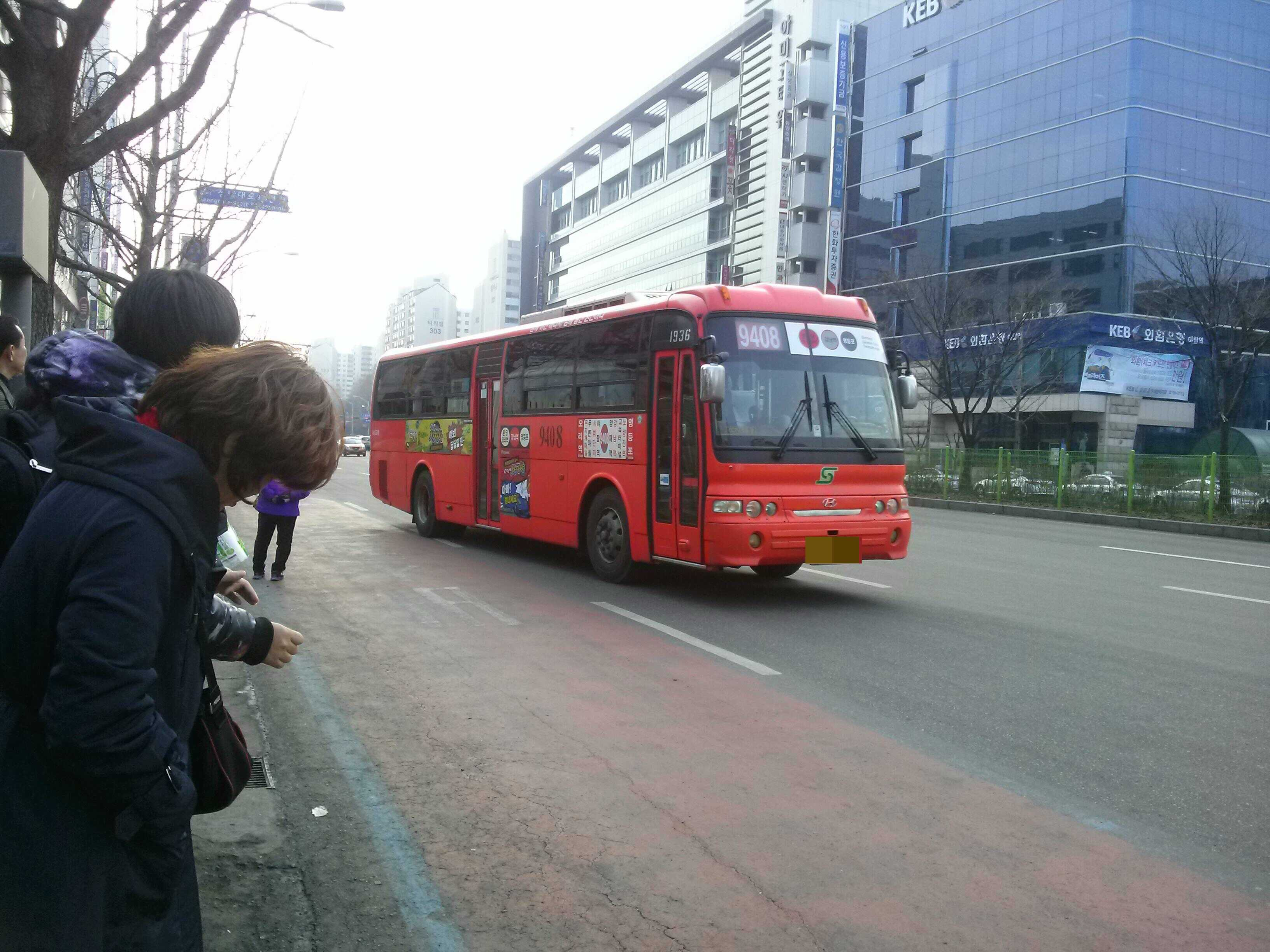
서울시내버스 9408번
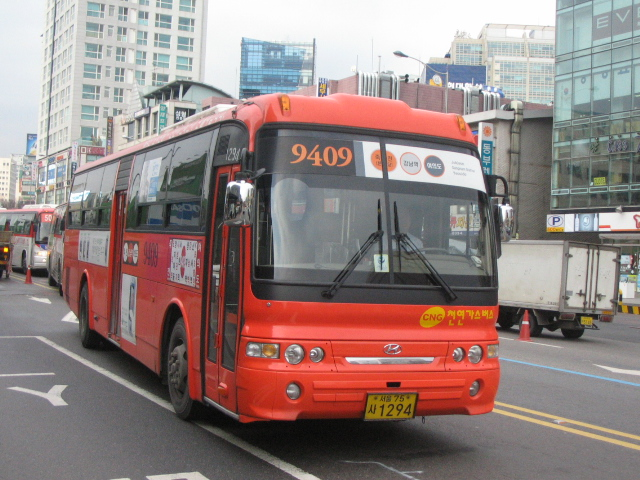
서울시내버스 舊 9409번(現 서울시내버스 9401번)
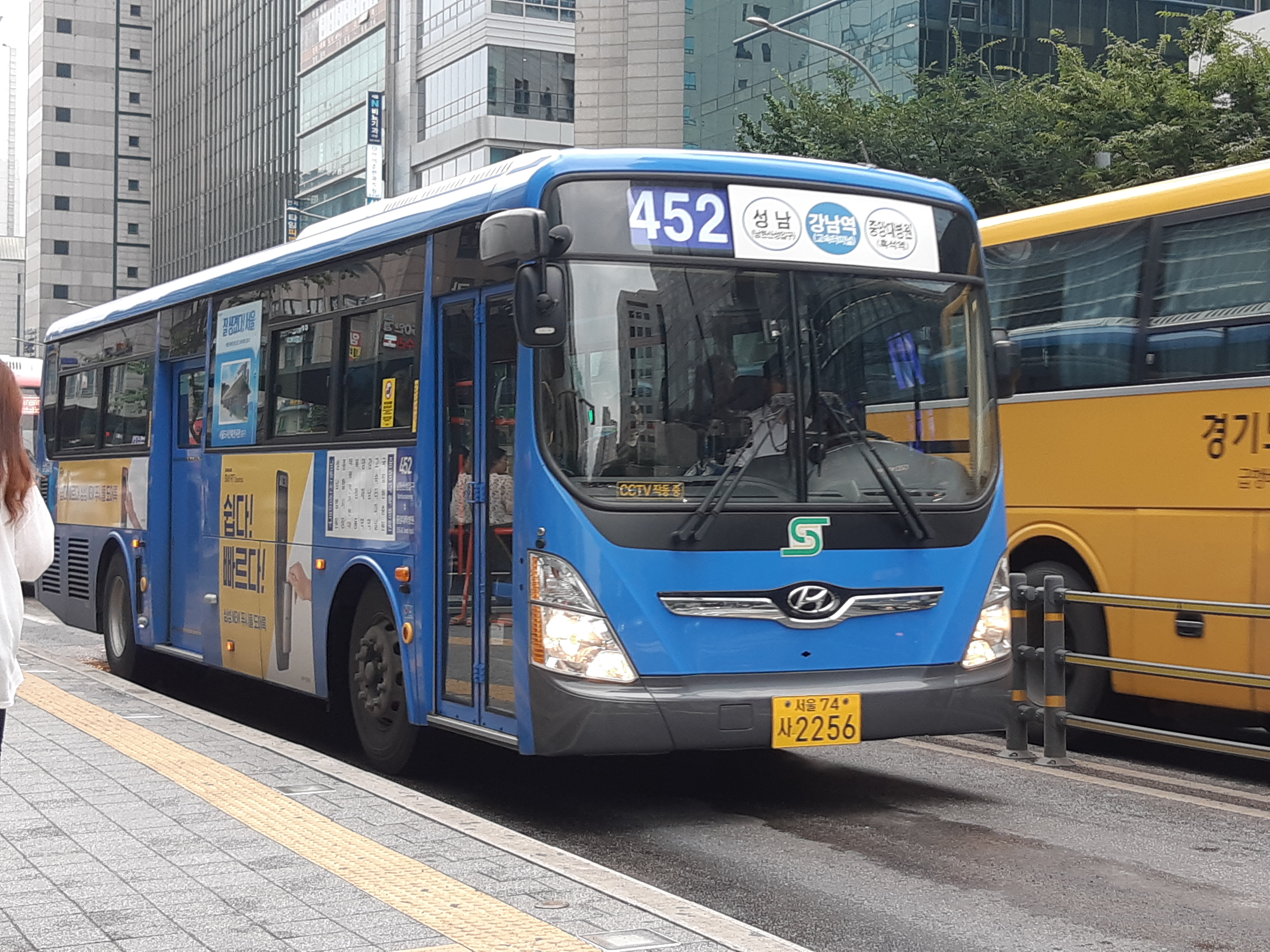
서울시내버스 452번

## 같이 보기
- 대진여객
- 대명운수
- 동성교통